# Štefan Králik
Štefan Králik (Szentistvánpatak, 1909. április 8. – Pozsony, 1983. január 30.) szlovák drámaíró, a Nemzet Művésze. Életműve a modern szlovák színműírás igen bonyolult fejlődésére jellemző.

## Élete
Egy vasúti tisztviselő családjában született. A tanulmányait Zsolnán kezdte, majd amikor Nyitrára költöztek, ott folytatta (1919–1927). 1927 és 1933 között a pozsonyi Comenius Egyetem Orvosi Karán tanult. 1933-tól 1935-ig asszisztens volt a pozsonyi Neurológiai és Pszichiátriai Egyetemi Kórház részlegén. Ezután orvosként dolgozott Vázsecben, Kojetínben, 1937 és 1940 között kerületi orvos Gyetván és Zólyomban. A Pozsonyba való visszatérése után, 1940-től 1945-ig a Társadalombiztosítási ügynökség orvosa. A rossz egészségi állapota miatt korán (1952-ben) vonult vissza.

## Munkássága
Eredetileg orvos, majd 1942-től drámaíró. A művei szorosan kapcsolódnak az orvosi gyakorlatához, mivel az írásaihoz a saját tapasztalatait használta fel. Foglalkozott még a falusi élettel, történelmi témákkal, valamint személyes és társadalmi problémáival is. Használta a modern lélekelemzés eszközeit, érdeklődése később filozófiai síkra tolódott át. Szívesen együttműködött amatőrökkel is, a műveit elsősorban csak 1945 után kezdték el bemutatni a Szlovák Nemzeti Színház színpadán.

## Művei
- Mozoľovci (színjáték, 1942) Mozolyék
- Veľrieka (színjáték, 1943)[1] A nagy folyó
- Trasovisko (színjáték, 1944) Versenypálya
- Posledná prekážka (színjáték, 1946) Az  utolsó akadály
- Hra bez lásky (1946)[2] Színdarab szerelem nélkül
- Hra o slobode (1948)[3] Színdarab a szabadságról
- Buky podpolianske (színjáték, 1949)[4]
- Horúci deň (színjáték, 1951)[5] Forró nap
- Svätá Barbora (színjáték, 1953) Szent Borbála
- Mikromemoáre (önéletrajzi próza, 1962)
- Panenský pás čiže Bohovia nemilujú pravdu (1966)[6] A Szűz-öv, azaz az istenek nem szeretik az igazságot
- Vojenský kabát Jura Jánošíka (színjáték, 1970) Jur Jánošík katonakabátja
- Margaret zo zámku (színjáték, 1974)[7] Margaréta a kastélyból
- Rebel (színjáték, 1975) Lázadó
- Krásnej neznámej (színjáték, 1976) Gyönyörű ismeretlen
- Kraj sveta Istanbul (televíziós forgatókönyv, 1979) Isztambul megye

### Magyarul
- A gyönyörű ismeretlen; ford. Konrád József; LITA, Bratislava, 1978

## Emlékezete

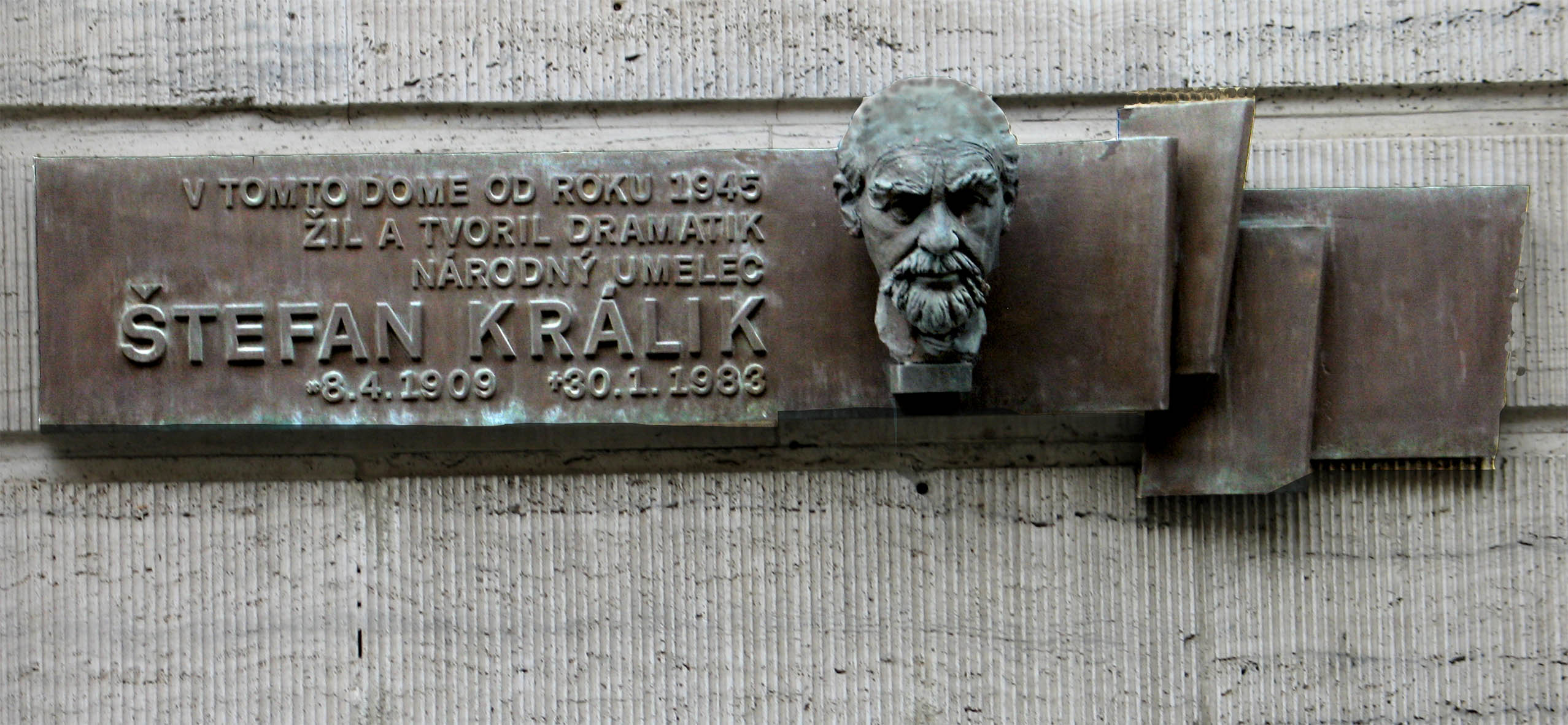
Emléktábla a Strakova utcában, azon a házon, ahol Štefan Králik lakott

Születésének 80. évfordulóján, 1989-ben Pozsonyban emléktáblát állítottak a tiszteletére. Az alkotó Gáspár Péter, szlovákiai magyar szobrászművész volt.

## Fordítás
- Ez a szócikk részben vagy egészben  a(z)   Štefan Králik című szlovák Wikipédia-szócikk ezen változatának fordításán alapul.  Az eredeti cikk szerkesztőit annak laptörténete sorolja fel. Ez a jelzés csupán a megfogalmazás eredetét és a szerzői jogokat jelzi, nem szolgál a cikkben szereplő információk forrásmegjelöléseként.